# Mogami-gawa
Pour les articles homonymes, voir Mogami.
Le fleuve Mogami (最上川, Mogami-gawa) est un cours d'eau long de 229 kilomètres, qui s'écoule dans la préfecture de Yamagata, sur l'île de Honshū, au Japon.

## Hydronymie
Plusieurs théories existent quant à l'origine de l'hydronyme « Mogami » (« 最上 »). Dans le plus vieux dictionnaire japonais, le Wamyō ruijushō, le fleuve Mogami est mentionné sous la graphie « 毛賀美 » (Mokami, litt. « lieu où les pierres aux formes étranges sont nombreuses »). Une théorie affirme que l'hydronyme dérive d'un mot de la langue aïnou, « mo-kamuy », signifiant « divinité apaisée ». Une autre soutient que le nom du cours d'eau est issu du toponyme aïnou « Momogami », qui désigne le cours inférieur du fleuve, la plaine Shōnai, en particulier,.

## Géographie

### Situation
Long de 229 kilomètres, le fleuve Mogami prend sa source au mont Nishiazuma (2 035 m), à Yonezawa, dans le sud-est de la préfecture de Yamagata, sur l'île de Honshū, au Japon. Son cours s'écoule dans la direction du Nord, s'infléchit vers l'ouest près de la ville de Shinjō et traverse la plaine Shōnai. À son embouchure, dans l'ouest de Sakata, il rejoint la mer du Japon,.
Le bassin versant du fleuve Mogami s'étend sur 7 040 km2, dans l'est de la préfecture de Yamagata. Il couvre trente-huit des quarante-quatre municipalités de la préfecture, soit environ 80 % de la superficie préfectorale. À la fin des années 1990, il rassemblait 80 % de la centaine de millions d'habitants que comptait Yamagata.

### Topographie
La majeure partie du système hydrologique du fleuve Mogami s'étend dans un environnement de montagne, avec le mont Iide et les monts Azuma, au sud, les monts Ōu, à l'est, les monts Echigo et Dewa, à l'ouest, et le mont Kamuro, au nord. Le cours inférieur du fleuve se développe dans le cône alluvial que forme la plaine Shōnai.

## Histoire
De 1921 à 1928, un aménagement du cours inférieur du fleuve Aka est réalisé. Dans le sud-ouest de Sakata (préfecture de Yamagata), un canal de dérivation est creusé à travers les dunes de sable de la plaine Shōnai. Le cours d'eau, une rivière qui formait le plus long affluent du fleuve Mogami, devient un fleuve connecté à la mer du Japon. La section alimentant le Mogami est définitivement fermée en 1953,.

## Dans la culture
Le poète japonais Matsuo Bashō voyagea le long du fleuve et lui consacra un célèbre haïku : « Le fleuve Mogami, rassemblant la pluie de mai et encore plus rapide ».
Mogamigawa est aussi le nom de l'hymne de la préfecture de Yamagata, écrit par l'empereur  Hirohito.
La Marine impériale japonaise possédait un croiseur appelé Mogami.
L'astéroïde (8418) Mogamigawa est nommé en son honneur.